# Lac Akwatokw Kasakitc
Lac Akwatokw Kasakitc är en sjö i Kanada.   Den ligger i regionen Lanaudière och provinsen Québec, i den sydöstra delen av landet, 240 km nordost om huvudstaden Ottawa. Lac Akwatokw Kasakitc ligger 424 meter över havet. Arean är 0,24 kvadratkilometer. Den ligger vid sjöarna  Lac Bébé Lac Fredin Lac Kiciwasi och Petit lac Kapipon Ami. Den sträcker sig 1,1 kilometer i nord-sydlig riktning, och 0,3 kilometer i öst-västlig riktning.
I omgivningarna runt Lac Akwatokw Kasakitc växer i huvudsak blandskog. Trakten runt Lac Akwatokw Kasakitc är nära nog obefolkad, med mindre än två invånare per kvadratkilometer.